# Hiermont
Hiermont (picardisch Hièrmont) ist eine französische Gemeinde mit 152 Einwohnern (Stand 1. Januar 2022) im Département Somme in der Region Hauts-de-France. Sie gehört zum Arrondissement Amiens und zum Kanton Doullens und ist Teil der Communauté de communes du Territoire Nord Picardie.

## Geographie
Die Gemeinde an der Grenze der Regionen Picardie und Nord-Pas-de-Calais liegt rund sechs Kilometer südwestlich von Auxi-le-Château und 11,5 km nordöstlich von Saint-Riquier sowie 16,5 km östlich von Crécy-en-Ponthieu an der früheren Route nationale 45. 

## Geschichte
Im Gemeindegebiet wurden prähistorische Spuren gefunden. Der alte befestigte Platz hieß früher Mont-Sacré. Er wurde 1636 von spanischen Truppen verwüstet; das Schloss wurde zerstört.

## Einwohner
| 1962 | 1968 | 1975 | 1982 | 1990 | 1999 | 2006 | 2011 |
| ---- | ---- | ---- | ---- | ---- | ---- | ---- | ---- |
| 208  | 207  | 185  | 165  | 171  | 167  | 129  | 141  |

## Sehenswürdigkeiten
- Kirche Saint-Jean-Baptiste aus dem 13. Jahrhundert
- Chapelle des manâtres
- Souterrains (muches)